# Szwejki Małe
Szwejki Małe – wieś w Polsce położona w województwie łódzkim, w powiecie rawskim, w gminie Biała Rawska.
Wieś Szwejki wymieniana jest w 1404 r. jako Sweyki. 
W latach 1975–1998 miejscowość administracyjnie należała do województwa skierniewickiego.